# Estellencs
Estellencs település Spanyolországban, a Baleár-szigeteken. Estellencs Andratx, Calvià, Puigpunyent és Banyalbufar községekkel határos. Lakosainak száma 374 fő (2024).

## Népesség
A település népessége az elmúlt években az alábbi módon változott:
| Lakosok száma | 371  | 374  | 399  | 389  | 402  | 344  | 323  | 315  | 326  | 374  |
|               | 2001 | 2004 | 2006 | 2009 | 2011 | 2014 | 2016 | 2019 | 2021 | 2024 |